# IWA World Women's Championship
Lo IWA World Women's Championship fu il titolo principale della divisione femminile della federazione giapponese All Japan Women's Pro-Wrestling.

## Storia
Ha le sue origini nella federazione canadese Stampede Wrestling a Calgary, (Alberta) nel 1987. Nel 1996 venne unificato all'WWWA All Pacific Championship e nel 1997 venne unificato al WWWA World Single Championship prima del suo ritiro. 

Tutti i tre titoli nel momento dell'unificazione erano a disposizione della federazione All Japan Women's Pro-Wrestling.

## Albo d'oro
| Lottatore                         | Regni | Data              | Luogo            | Note |
| --------------------------------- | ----- | ----------------- | ---------------- | --- |
| Monster Ripper                    | 1     | Dicembre 1987     |                  | Detentrice del titolo di Stampede Wrestling, disse di aver sconfitto Wendi Richter prima di combattere a Calgary |
| Chigusa Nagayo                    | 1     | 22 settembre 1988 | Calgary, Alberta | Sconfisse Monster Ripper nella finale di un torneo divenendone prima campionessa.                                |
| Madusa Miceli                     | 1     | 4 gennaio 1989    | Tokyo            | |
| Chigusa Nagayo                    | 2     | 5 gennaio 1989    | Tokyo            | |
| Vacante                           |       | 6 maggio 1989     |                  | Nagayo si ritira dal wrestling.                                                                                  |
| Madusa Miceli                     | 2     | 14 settembre 1989 | Kumamoto         | Sconfisse Beastie.                                                                                               |
| Vacante                           |       | 1991              |                  | |
| Kyoko Inoue                       | 1     | 31 agosto 1991    | Tokyo            | Sconfisse Debbie Malenko.                                                                                        |
| Manami Toyota                     | 1     | 25 aprile 1992    | Yokohama         | |
| Reggie Bennett                    | 1     | 15 maggio 1995    | Niigata          | |
| Takako Inoue                      | 1     | 4 dicembre 1995   | Tokyo            | Unificato al titolo WWWA All Pacific Championship, dopo aver sconfitto Reggie Bennett il 21 novembre 1996.       |
| Kyoko Inoue                       | 2     | 20 gennaio 1997   | Tokyo            | Detentrice anche del titolo WWWA World Single Championship lo unifica a questo.                                  |
| Vacante                           |       | 11 maggio 1997    |                  | |
| Titolo ritirato l'11 maggio 1997. |       |                   |                  | |